# Strășeni
Strășeni je město a municipalita s přibližně 20 000 obyvateli ve středním Moldavsku a správní centrum okresu Strășeni. Strășeni spravuje vesnici Făgureni.
O jeho názvu existuje několik legend. Jedna z nich vypráví, že název kraje je odvozen od rumunského přídavného jména strașnic, které může znamenat "strašlivý", "hrozný", a vypráví, že v dřívějších dobách byl tento kraj pokrytý strašlivým lesem.
Dnes je Strășeni proslulé svým vínem. Vinice Strășeni, vzdálená 12 km západně od Kišiněva, je proslulá svými bílými šumivými víny. O něco severněji se nachází vinařství Romănești, jedno z největších místních a kdysi přední výrobce vín v SSSR. Jedním z jeho nejznámějších produktů je červené víno typu Bordeaux.

## Média
- Vocea Basarabiei 102.3

## Partnerská města
- Sebeș, Rumunsko
- Onești, Rumunsko
- Darabani, Rumunsko
- Herța, Ukrajina
- Moinești, Rumunsko
- Buzău, Rumunsko

## Zajímavosti
- Televizní stožár Strășeni, který má 355 metrů vysoký stožár pro FM rozhlasové a televizní vysílání byl postavený v letech 1984-85.